# Polanco (Espagne)
Pour les articles homonymes, voir Polanco.
Polanco est une ville espagnole située dans la communauté autonome de Cantabrie.